# Morton Grove, Illinois
Morton Grove är en ort (village) i Cook County, i delstaten Illinois, USA. Enligt United States Census Bureau har orten en folkmängd på 23 373 invånare (2011) och en landarea på 13,2 km².